# جيمس ماكوين
جيمس ماكوين (بالإنجليزية: James McQueen)‏ هو شخصية أعمال أمريكي، ولد في 15 أبريل 1866 في Society Hill, South Carolina ‏ في الولايات المتحدة، وتوفي في 20 أبريل 1925 في نيويورك في الولايات المتحدة.